# Leptodoras
Leptodoras es un género de peces de la familia Doradidae en el orden de los Siluriformes.

## Especies
Las especies de este género son:
- Leptodoras acipenserinus (Günther, 1868)
- Leptodoras cataniai Sabaj Pérez, 2005
- Leptodoras copei (Fernández-Yépez, 1968)
- Leptodoras hasemani (Steindachner, 1915)
- Leptodoras juruensis Boulenger, 1898
- Leptodoras linnelli C. H. Eigenmann, 1912
- Leptodoras marki Birindelli & Sousa, 2010[3]
- Leptodoras myersi J. E. Böhlke, 1970
- Leptodoras nelsoni Sabaj Pérez, 2005
- Leptodoras oyakawai Birindelli, Sousa & Sabaj Pérez, 2008[4]
- Leptodoras praelongus (G. S. Myers & S. H. Weitzman, 1956)
- Leptodoras rogersae Sabaj Pérez, 2005